# David Byron
David Byron, nacido David Garrick (Epping, Reino Unido, 29 de enero de 1947-Reading, Reino Unido, 28 de febrero de 1985) fue un cantante de hard rock británico, conocido por su labor en Uriah Heep, banda de la cual fue cofundador, en 1969, y miembro hasta 1976.

## Carrera
Comenzó su carrera en la década de 1960 con el grupo Spice, junto a quienes serían sus compañeros en Uriah Heep, Mick Box, Paul Newton y Alex Napier.
Fundó Uriah Heep junto a Box y Ken Hensley en 1969, con quienes grabó discos clásicos de grupo, como Very 'eavy... Very 'umble (1970), Salisbury (1971),  Look at Yourself (1971), Demons & Wizards (1972), Sweet Freedom (1973), Wonderworld (1974), Return to Fantasy (1975), High and Mighty (1976).
En 1975, siendo aún miembro de Uriah Heep, lanzó su primer disco en solitario, Take No Prisoners, con la colaboración de algunos de sus compañeros de banda, como el guitarrista Mick Box, mientras que en 1976 se alejó de Uriah Heep, siendo reemplazado por John Lawton.
En 1977 formó parte del grupo Rough Diamond, y al año siguiente publicó su segundo álbum en solitario, Baby Faced Killer.
Su último trabajo, de 1981, fue con su grupo Byron Band, titulado On the Rocks.
Byron falleció prematuramente en 1985, a los 38 años, en Reading, Inglaterra.

## Discografía solista
- 1976: Take No Prisoners
- 1977: Rough Diamond
- 1978: Baby Faced Killer
- 1981: On The Rock

## Con Rough Diamond
- Rough Diamond (1977)